# حقل الرميلة
حقول الرميلة مجموعة من آبار النفط المكتشفة والتي يتم فعليا استثمار نفطها، وتمتد من منتصف غرب البصرة في العراق حتى شمال دولة الكويت وتسمى في الكويت بحقل الرتقة.
تنقسم حقول الرميلة إلى قسمين: الرميلة الشمالية، والرميلة الجنوبية المحاذي للكويت.
وهو تاسع أعظم حقل نفطي عالمي وبطبقاته أجود أنواع النفط. ويعود تاريخ استغلاله إلى نوفمبر/تشرين الثاني 1970. وفي سبعينيات القرن الماضي كانت آباره أقل من عشرين وقد بلغت الآن أزيد من 663 بئرًا منتجة.
يتم استخراج النفط من حقول الرميلة تحت إشراف شركة نفط البصرة في البصرة.

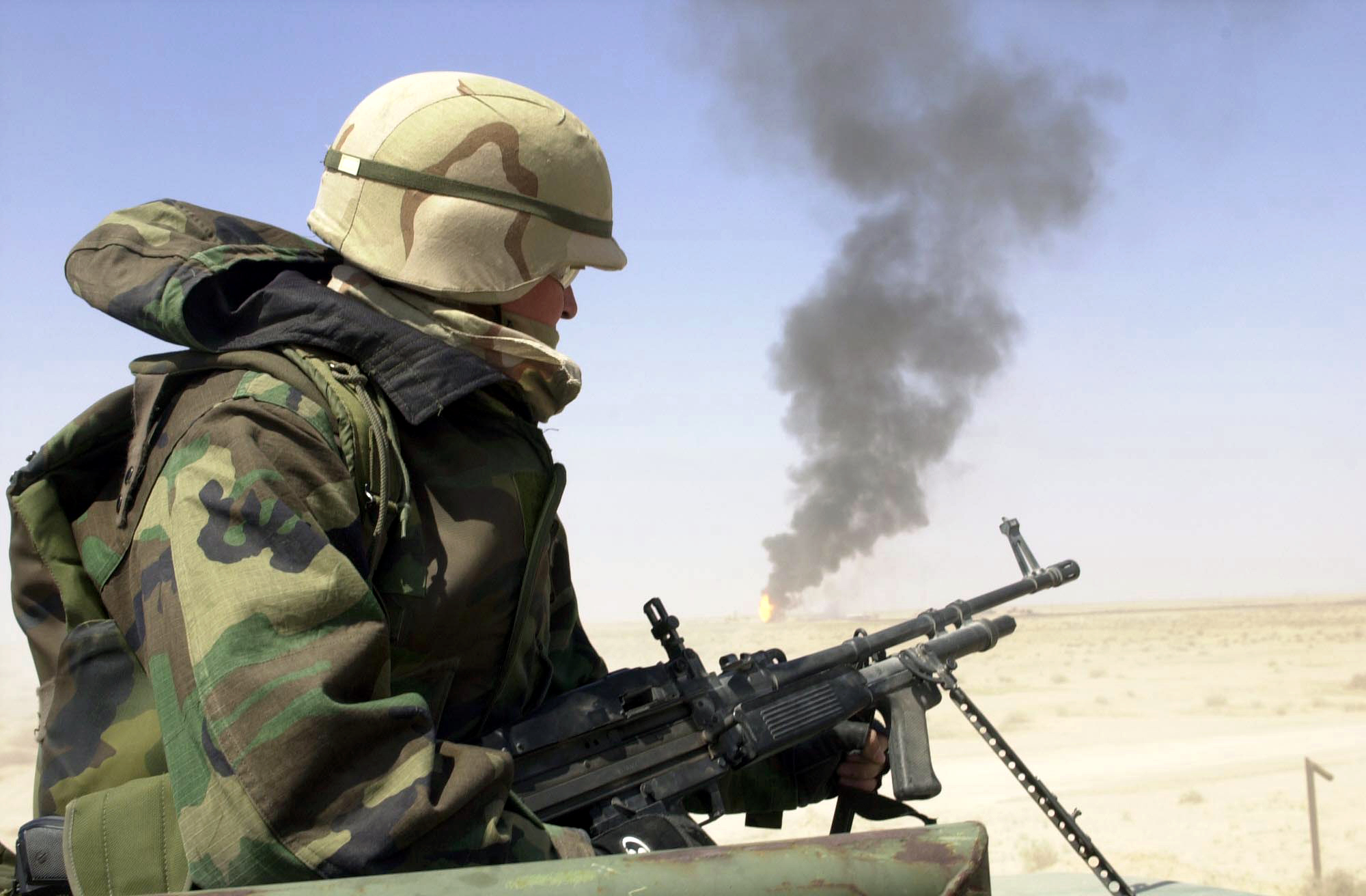
جندي من البحرية الأمريكية يحمل مدفع رشاش إم-60إي3 عيار 7.62 ملم أثناء إدارة قافلة عبر حقول النفط في الرميلة.

يُعَد حقل الرميلة حقلاً نفطياً عملاقاً يقع بالقرب من مدينة البصرة جنوبي العراق. ويعد حالياً واحداً من أكبر الحقول النفطية المنتجة للنفط في العالم حيث يبلغ معدل إنتاجه 1.3 مليون برميل يومياً وما يقارب 40% من إجمالي إنتاج النفط في العراق.

## هيئة الرميلة
مع تاريخ الرميلة العريق في إنتاج النفط المتواصل لأكثر من 50 عاماً، تم توقيع عقد الخدمات الفنية الجديد في عام 2009 بين شركة نفط الجنوب المملوكة للحكومة العراقية (SOC) وشركة BP وشركة النفط الوطنية الصينية (CNPC) وشركة تسويق النفط العراقية (SOMO) الامر الذي نتج عنه تأسيس هيئة تشغيل الرميلة. إذ تتمثل مهمتها في تحقيق التطوير اللازم في حقل نفطي معاصر ومستدام ومن الطراز العالمي بغية دعم رفاهية العراق على المدى البعيد. وتعمل الرميلة في خدمة حكومة العراق إذ بمعنى أن أكثر من 98 % من الواردات المتحققة تذهب مباشرة إلى الحكومة العراقية. وقد مُدِدَ عقد الخدمات الفنية هذا في عام 2014 لخمس سنوات إضافية حتى عام 2034 وبما يدعم زيادة الإنتاج إلى 2.1 مليون برميل يومياً.
يحدث في حقل الرميلة في الوقت الحاضر تحول كبير. إذ يُسهم تحديث بنيته التحتية وإدخال الممارسات التشغيلية الجديدة ومعايير السلامة الحديثة والتدريبات ذات الطراز العالمي في إحداث التحسين على المدى البعيد.
ونتيجة لذلك، بلغت مستويات إنتاج النفط اليوم وعلى نحو منتظم أكثر من 40 % مقارنة بالأرقام الخاصة بمستويات الإنتاج في عام 2009. وخلال الأربع سنين ونصف الأولى من إدارة فريق القيادة الجديد، أنتج أكثر من ملياري برميل من النفط.
توظف الرميلة بشكل مباشر أكثر من 7000 موظف حيث تشكل الأغلبية الساحقة منهم من البصريين بالإضافة إلى توظيف ما يقرب من 23,000 موظفاً من قبل المقاولين.